# دبوفکا
دبوفکا (انگلیسی: Debovka) یک شهرک در شهرستان اوفیمسکی استان باشقیرستان کشور روسیه است.